# Sonata para piano n.° 3 (Prokófiev)
La Sonata para piano n.º 3 en la menor, Op. 28 (1917) de Serguéi Prokófiev es una sonata  para piano solo, compuesta utilizando bocetos de 1907. El propio Prokófiev la estrenó en San Petersburgo el 15 de abril de 1918, durante un festival de su música, de una semana de duración,  patrocinado por el Conservatorio de la ciudad. 

## Antecedentes
Prokófiev desarrolló una forma muy personal de escribir para piano. Aunque las diferencias entre las texturas de piano de sus primeras y últimas obras son palpables, las principales cualidades de su escritura para piano son reconocibles en todas sus obras para este instrumento, del que era un intérprete virtuoso.  Prokófiev compuso esta pieza en 1917, el mismo año que su cuarta sonata. Ambas sonatas llevan el subtítulo "De los viejos cuadernos". Esta sonata deriva de bocetos que compuso cuando era adolescente. En una carta a Miaskovsky del 26 de junio de 1907, Prokófiev escribió sobre esta Sonata para piano n.º 3: "Permanecerá... en un solo movimiento: bonita, interesante y práctica". Esta sonata revela la mayoría de las secciones tradicionales en forma de sonata, dentro de la cual Prokófiev emplea su propia mezcla de las formas rusas del siglo XIX y del siglo XX. 
Esta tercera sonata marca un claro cambio respecto del estilo humorístico anterior, de su segunda sonata de 1912. Pero después de esta enérgica y virtuosa tercera sonata, su cuarta sonata y las piezas que la siguieron fueron un cambio respecto del estilo de esta tercera sonata. Después de ella compondría piezas extremadamente líricas e introvertidas. 

## Submovimientos
Allegro tempestoso – Moderato – Allegro tempestoso – Moderato – Più lento – Più animato – Allegro I – Poco più mosso

## Forma musical
Esta sonata aunque es la más corta, ya que consta de un solo movimiento en forma de sonata que dura aproximadamente entre 7 y 8 minutos, es una de las piezas técnicamente más exigentes que Prokofiev haya escrito para piano. La obra se abre con un acorde de mi mayor explosivo durante todo el primer y segundo compás y luego pasa a una melodía tipo toccata durante los siguientes compases. Esto se repite con algunas variaciones después, y una preparación tónica durante dos compases conduce al primer tema. El primer tema, consiste en una armonía bastante reconocible con una melodía en la mano derecha. El primer tema tiene un carácter principalmente lúdico y suave con algunas fluctuaciones dinámicas hacia el final. Después contiene algunos motivos que se repiten cerca del final de la obra.
El segundo tema se asemeja al segundo movimiento de una sonata típica de tres movimientos, y se abre en una escala cromática lenta y con un legato con notas graves sostenidas de sol ♯, re y sol, marcadas como Moderato. La melodía lenta y lírica se abre en la mayor relativa, luego se repite con la misma melodía pero con la armonía en la menor. El tema lento también consta de una armonía en la mano izquierda, y el tema termina en do mayor después de algunas progresiones también en do mayor. 
El tercer tema se abre con una armonía cromática fortísima y explosiva con una melodía de tipo marcha, en re menor, con los mismos motivos rítmicos que van alternando entre las manos. Después viene una escala rápida con dobles terceras en el bajo. Luego repite una quinta perfecta hacia arriba y luego procede con notas repetidas rápidamente en la mano derecha en los registros superiores. A continuación viene una serie de arpegios que sugieren una melodía o progresión de acordes, para luego continuar con una melodía lírica que proviene del segundo tema.
El clímax está precedido por varios acordes saltantes que se transponen después de unos pocos compases. El clímax, marcado fff, que comienza con un arpegio rápido en el acorde de do mayor, termina con un acorde fortissimo en la mano derecha y luego cierra el tema con un acorde similar en una octava más baja.
El tema final comienza con un mi que va ligado al acorde anterior, sigue con corcheas separadas de tresillos marcadas pianissimo que provienen de las partes de piano del primer tema. La originalidad de esta sección proviene de la omisión directa del primer tema y la utilización del segundo tema de una manera casi irreconocible.  Después de eso viene un tema tipo coda con mucha fluctuación dinámica. En la última página aparece un tema fuerte y parecido a una marcha en la menor, para después continuar con arpegios y acordes en el acorde tónico. Luego viene con un arpegio en do mayor muy tranquilo, marcado pp subito, y con un tema final fuerte que termina la pieza. La pieza termina con un acorde de la menor en ff .